# Temporada 2013 de Auto GP World Series
La temporada 2013 de Auto GP World Series fue la cuarta temporada del campeonato con la denominación de Auto GP y la decimocuarta en total. La temporada comenzó el 23 de marzo en Monza y finalizó el 6 de octubre en Brno, después de 8 rondas.

## Escuderías y pilotos
| Escudería                | N.º | Piloto              | Rondas |
| ------------------------ | --- | ------------------- | ------ |
| Super Nova International | 1   | Antonio Spavone     | 1–2    |
| Super Nova International | 1   | Francesco Dracone   | 3      |
| Super Nova International | 1   | Narain Karthikeyan  | 4–8    |
| Super Nova International | 2   | Vittorio Ghirelli   | Todas  |
| Super Nova International | 3   | Francesco Dracone   | 4      |
| Comtec by Virtuosi       | 4   | Roberto La Rocca    | 6–8    |
| Virtuosi UK              | 5   | Andrea Roda         | Todas  |
| Virtuosi UK              | 6   | Max Snegirev        | Todas  |
| Zele Racing              | 8   | Luciano Bacheta     | 1–4    |
| Zele Racing              | 8   | Christian Klien     | 5      |
| Zele Racing              | 8   | Josef Král          | 8      |
| Zele Racing              | 9   | Narain Karthikeyan  | 1–3    |
| Zele Racing              | 9   | Tamás Pál Kiss      | 4–5, 8 |
| Ghinzani Motorsport      | 13  | Robert Visoiu       | Todas  |
| Ghinzani Motorsport      | 22  | Kevin Giovesi       | 4–8    |
| Euronova Racing          | 15  | Yoshitaka Kuroda    | Todas  |
| Euronova Racing          | 16  | Kimiya Sato         | Todas  |
| Ibiza Racing Team        | 18  | Sergio Campana      | Todas  |
| Ibiza Racing Team        | 20  | Giuseppe Cipriani   | 1–3    |
| Ibiza Racing Team        | 20  | Fabrizio Crestani   | 4      |
| Ibiza Racing Team        | 20  | Francesco Dracone   | 5, 8   |
| Ibiza Racing Team        | 20  | Tamás Pál Kiss      | 6–7    |
| MLR 71                   | 24  | Giacomo Ricci       | 1      |
| MLR 71                   | 24  | Tamás Pál Kiss      | 3      |
| MLR 71                   | 24  | Michela Cerruti     | 6, 8   |
| MLR 71                   | 71  | Michele La Rosa     | Todas  |
| Manor MP Motorsport      | 25  | Riccardo Agostini   | 1–4    |
| Manor MP Motorsport      | 26  | Meindert van Buuren | Todas  |
| Manor MP Motorsport      | 27  | Daniël de Jong      | 2–8    |

## Calendario y resultados
El calendario provisional para la temporada 2013 fue revelado el 17 de enero de 2013.
| Ronda | Ronda | Circuito                                | Fecha           | Pole position      | Vuelta rápida      | Piloto ganador     | Equipo ganador           |
| ----- | ----- | --------------------------------------- | --------------- | ------------------ | ------------------ | ------------------ | ------------------------ |
| 1     | R1    | Autodromo Nazionale di Monza            | 23 de marzo     | Riccardo Agostini  | Sergio Campana     | Sergio Campana     | Ibiza Racing Team        |
| 1     | R2    | Autodromo Nazionale di Monza            | 24 de marzo     |                    | Kimiya Sato        | Kimiya Sato        | Euronova Racing          |
| 2     | R3    | Circuito Internacional Moulay El Hassan | 6 de abril      | Sergio Campana     | Narain Karthikeyan | Sergio Campana     | Ibiza Racing Team        |
| 2     | R4    | Circuito Internacional Moulay El Hassan | 7 de abril      |                    | Vittorio Ghirelli  | Luciano Bacheta    | Zele Racing              |
| 3     | R5    | Hungaroring                             | 4 de mayo       | Vittorio Ghirelli  | Vittorio Ghirelli  | Kimiya Sato        | Euronova Racing          |
| 3     | R6    | Hungaroring                             | 5 de mayo       |                    | Vittorio Ghirelli  | Vittorio Ghirelli  | Super Nova International |
| 4     | R7    | Circuito de Silverstone                 | 1 de junio      | Narain Karthikeyan | Vittorio Ghirelli  | Narain Karthikeyan | Super Nova International |
| 4     | R8    | Circuito de Silverstone                 | 2 de junio      |                    | Kimiya Sato        | Kimiya Sato        | Euronova Racing          |
| 5     | R9    | Autódromo Internacional del Mugello     | 13 de julio     | Narain Karthikeyan | Kevin Giovesi      | Sergio Campana     | Ibiza Racing Team        |
| 5     | R10   | Autódromo Internacional del Mugello     | 14 de julio     |                    | Narain Karthikeyan | Narain Karthikeyan | Super Nova International |
| 6     | R11   | Nürburgring                             | 17 de agosto    | Narain Karthikeyan | Vittorio Ghirelli  | Narain Karthikeyan | Super Nova International |
| 6     | R12   | Nürburgring                             | 18 de agosto    |                    | Kimiya Sato        | Kimiya Sato        | Euronova Racing          |
| 7     | R13   | Donington Park                          | 31 de agosto    | Narain Karthikeyan | Kimiya Sato        | Vittorio Ghirelli  | Super Nova International |
| 7     | R14   | Donington Park                          | 1 de septiembre |                    | Narain Karthikeyan | Narain Karthikeyan | Super Nova International |
| 8     | R15   | Autódromo de Brno                       | 5 de octubre    | Vittorio Ghirelli  | Tamás Pál Kiss     | Narain Karthikeyan | Super Nova International |
| 8     | R16   | Autódromo de Brno                       | 6 de octubre    |                    | Kimiya Sato        | Kimiya Sato        | Euronova Racing          |

## Clasificaciones
- Sistema de puntuación:

| Carrera   | Carrera | Carrera | Carrera | Carrera | Carrera | Carrera | Carrera | Carrera | Carrera | Carrera | Carrera | Carrera |
| Posición  | 1º      | 2º      | 3º      | 4º      | 5º      | 6º      | 7º      | 8º      | 9º      | 10º     | PP      | VR      |
| --------- | ------- | ------- | ------- | ------- | ------- | ------- | ------- | ------- | ------- | ------- | ------- | ------- |
| Carrera 1 | 25      | 18      | 15      | 12      | 10      | 8       | 6       | 4       | 2       | 1       | 1       | 1       |
| Carrera 2 | 20      | 15      | 12      | 10      | 8       | 6       | 4       | 3       | 2       | 1       | 0       | 1       |

### Campeonato de pilotos
| Pos. | Piloto              | MNZ | MNZ | MAR | MAR | HUN | HUN | SIL | SIL | MUG | MUG | NÜR | NÜR | DON | DON | BRN | BRN | Puntos |
| ---- | ------------------- | --- | --- | --- | --- | --- | --- | --- | --- | --- | --- | --- | --- | --- | --- | --- | --- | ------ |
| 1    | Vittorio Ghirelli   | 4   | 3   | 9   | 2   | 2   | 1   | 2   | Ret | 6   | 2   | 3   | 2   | 1   | 4   | 2   | 3   | 222    |
| 2    | Kimiya Sato         | 2   | 1   | 3   | 3   | 1   | 6   | 6   | 1   | Ret | 3   | 4   | 1   | 14† | 5   | 4   | 1   | 213    |
| 3    | Sergio Campana      | 1   | 4   | 1   | Ret | 3   | 2   | 7   | 2   | 1   | 12  | 5   | 4   | 5   | 6   | 6   | 2   | 197    |
| 4    | Narain Karthikeyan  | 5   | Ret | 6   | Ret | 8   | 4   | 1   | 12  | 3   | 1   | 1   | 5   | 2   | 1   | 1   | DSQ | 195    |
| 5    | Tamás Pál Kiss      |     |     |     |     | 5   | 5   | 3   | 7   | 5   | 4   | 6   | 6   | 7   | 8   | 5   | 5   | 99     |
| 6    | Kevin Giovesi       |     |     |     |     |     |     | 13  | 3   | 2   | 5   | 2   | 10  | 3   | 3   | Ret | 6   | 91     |
| 7    | Daniël de Jong      |     |     | 2   | Ret | 7   | 7   | 4   | 5   | DNS | 7   | Ret | 3   | 6   | 13  | 9   | 8   | 77     |
| 8    | Robert Visoiu       | 3   | 6   | 14† | 4   | 15† | 10  | 9   | Ret | Ret | 15† | 7   | 12  | 4   | 11  | 3   | Ret | 67     |
| 9    | Meindert van Buuren | Ret | 10  | Ret | 6   | 6   | Ret | 8   | 4   | 10  | 6   | 12  | DNS | 8   | 2   | 12  | 9   | 57     |
| 10   | Riccardo Agostini   | 7   | 5   | 4   | Ret | 4   | 3   | 15  | 9   |     |     |     |     |     |     |     |     | 53     |
| 11   | Luciano Bacheta     | 8   | 2   | 8   | 1   | 16† | 9   | 10  | 8   |     |     |     |     |     |     |     |     | 49     |
| 12   | Andrea Roda         | Ret | 11  | 7   | 7   | 9   | 12  | Ret | 15  | 4   | 10  | 14  | 9   | 9   | 12  | 7   | 4   | 45     |
| 13   | Max Snegirev        | 10  | Ret | 13  | 5   | 10  | 8   | 11  | 6   | 9   | 11  | 11  | 13  | 12  | 10  | 10  | 10  | 24     |
| 14   | Antonio Spavone     | 6   | 9   | 5   | 9†  |     |     |     |     |     |     |     |     |     |     |     |     | 22     |
| 15   | Roberto La Rocca    |     |     |     |     |     |     |     |     |     |     | 8   | 7   | 11  | 7   | 8   | 7   | 20     |
| 16   | Yoshitaka Kuroda    | 11  | 7   | 11  | 8†  | 12  | Ret | 12  | 11  | 7   | 8   | 10  | Ret | 10  | 9   | 11  | 11  | 20     |
| 17   | Fabrizio Crestani   |     |     |     |     |     |     | 5   | 10  |     |     |     |     |     |     |     |     | 11     |
| 18   | Christian Klien     |     |     |     |     |     |     |     |     | 8   | 9   |     |     |     |     |     |     | 6      |
| 19   | Michela Cerruti     |     |     |     |     |     |     |     |     |     |     | 9   | 8   |     |     | 16† | 13  | 5      |
| 20   | Michele La Rosa     | 12  | 8   | 12  | 10† | 14  | Ret | 14  | 14  | Ret | 14  | 13  | 11  | 13  | 14  | 14  | 15  | 4      |
| 21   | Giuseppe Cipriani   | 9   | 13  | 10  | Ret | 13  | Ret |     |     |     |     |     |     |     |     |     |     | 3      |
| 22   | Francesco Dracone   |     |     |     |     | 11  | 11  | Ret | 13  | Ret | 13  |     |     |     |     | 13  | 14  | 0      |
| 23   | Josef Král          |     |     |     |     |     |     |     |     |     |     |     |     |     |     | 15  | 12  | 0      |
| 24   | Giacomo Ricci       | Ret | 12  |     |     |     |     |     |     |     |     |     |     |     |     |     |     | 0      |
| Pos  | Piloto              | MNZ | MNZ | MAR | MAR | HUN | HUN | SIL | SIL | MUG | MUG | NÜR | NÜR | DON | DON | BRN | BRN | Puntos |

| Color     | Resultado                   |
| Oro       | Ganador                     |
| Plata     | 2ª plaza                    |
| Bronce    | 3ª plaza                    |
| Verde     | Finalizó, en los puntos     |
| Azul      | Finalizó, sin puntos        |
| Azul      | No clasificado (NC)         |
| Violeta   | No terminó (Ret)            |
| Rojo      | No se clasificó (DNQ) / (X) |
| Negro     | Descalificado (DSQ)         |
| Blanco    | No empezó (DNS)             |
| Blanco    | Retirado (WD)               |
| Blanco    | Carrera Cancelada (C)       |
| Sin color | No participó                |
| Sin color | Excluido (EX)               |

| Estado        | Resultado                                                  |
| Negrita       | Pole position                                              |
| Cursiva       | Vuelta rápida                                              |
| †             | Abandona, pero clasifica al completar el 90% de la carrera |
| Trofeo Sub-21 |                                                            |